# Nohant-en-Goût
Nohant-en-Goût ist eine französische Gemeinde mit 551 Einwohnern (Stand: 1. Januar 2022) im Département Cher in der Region Centre-Val de Loire. Sie gehört zum Kanton Avord (bis 2015: Kanton Baugy) und zum Gemeindeverband Communauté de communes La Septaine.

## Geografie
Nohant-en-Goût liegt im Berry etwa zwölf Kilometer östlich von Bourges. Umgeben wird Nohant-en-Goût von den Nachbargemeinden Sainte-Solange im Norden, Brécy im Norden und Osten, Farges-en-Septaine im Osten und Südosten, Savigny-en-Septaine im Süden, Osmoy im Südwesten sowie Moulins-sur-Yèvre im Westen.

## Bevölkerung
| Jahr      | 1793 | 1800 | 1872 | 1906 | 1931 | 1936 | 1946 | 1954 | 1962 | 1968 | 1975 | 1982 | 1990 | 1999 | 2006 | 2013 |
| --------- | ---- | ---- | ---- | ---- | ---- | ---- | ---- | ---- | ---- | ---- | ---- | ---- | ---- | ---- | ---- | ---- |
| Einwohner | 154  | 204  | 237  | 247  | 256  | 243  | 237  | 224  | 240  | 244  | 277  | 374  | 372  | 429  | 543  | 578  |

## Sehenswürdigkeiten
- Kirche Saint-Blaise
- Schloss Le Préau (siehe auch: Liste der Monuments historiques in Nohant-en-Goût)